# Anapagurus petiti
Anapagurus petiti is een tienpotigensoort uit de familie van de Paguridae. De wetenschappelijke naam van de soort is voor het eerst geldig gepubliceerd in 1962 door Dechancé & Forest.